# Antonio Bisson
Antonio Bisson (Vicenza, 11 ottobre 1923 – ...) è stato un calciatore italiano, di ruolo portiere.

## Carriera
Esordisce nella stagione 1939-1940 con la maglia del Vicenza, giocando nella partita vinta per 2-0 sul campo del Varese, in Serie C; rimane in squadra anche nella stagione 1940-1941, nella quale all'età di diciassette anni gioca 10 partite in Serie B. Successivamente viene ceduto al Lanerossi Schio. Nella stagione 1945-1946 gioca nel campionato di Serie B-C Alta Italia con la maglia del Trento, mentre nella stagione 1946-1947 gioca 28 partite in Serie B con la maglia del Foggia, arrivando così ad un totale di 60 presenze nella serie cadetta. Gioca poi con la maglia del Foggia anche nella stagione 1948-1949, nella stagione 1949-1950 ed infine nella stagione 1950-1951, tutte in Serie C. Con la maglia rossonera segnò anche una rete su calcio di rigore, all'84' di Foggia-Crotone 3-0, ultima gara di campionato disputatasi il 30 maggio 1948.

## Palmarès

### Club

#### Competizioni nazionali
- Serie C: 1

Vicenza: 1939-1940